# Svenska Serier 1993
Svenska Serier Årgång 1993 var den elfte årgången av tidningen och gavs ut i fyra nummer.
| Nummer | Serie                                                  | Upphovsman                                    |
| ------ | ------------------------------------------------------ | --------------------------------------------- |
| 1      | Harry Hund                                             | Jonas Darnell Patrik Norrman                  |
|        | Kapten Sverige                                         | Åke Forsmark                                  |
|        | Spix & Alverna                                         | Johnny Nittsjö                                |
|        | Herman Hedning                                         | Jonas Darnell                                 |
|        | Kosmiske Fred och Den Förhatliga Transmorf-Generatorn  | Alexander Cavalieratos                        |
|        | Sapini – Den Döde                                      | Joakim Persson                                |
|        | Kampen för Överlevnad                                  | Calle Ljungström                              |
| 2      | Harry Hund                                             | Jonas Darnell Patrik Norrman                  |
|        | Allan Röde: Hårda Pix i Texas                          | Mats Svensson                                 |
|        | Göran och Tvättmaskinen                                | Mikael Andersson Henry Svahn                  |
|        | En Dag Framför TV:n, m. fl.                            | Anders Parsmo                                 |
|        | Royland                                                | Erik Rosenlund                                |
|        | Uti Vår Hage                                           | Krister Petersson                             |
|        | Birger & Hans Bror                                     | Johan Wanloo                                  |
|        | Länart Luring                                          | Per Gustavsson                                |
|        | Bortglömd Hjälte                                       | Marcus Lagerqvist                             |
|        | Kapten Wasa                                            | Roger Berggren                                |
|        | Sexuella Stadier i Människans Liv!                     | Mikael Andersson David Liljemark              |
| 3      | Harry Hund                                             | Jonas Darnell Patrik Norrman                  |
|        | Fienden                                                | Joakim Persson Stefan Rothmaier               |
|        | Metamorfos                                             | Joakim Persson                                |
|        | Spix                                                   | James Kaufeldt Johnny Nittsjö                 |
|        | Café Blasé                                             | Jens Prenke                                   |
|        | Rån av Rånald                                          | Peter Jansson                                 |
|        | Bacon & Ägg                                            | Ulf Granberg Patrik Norrman                   |
|        | E+                                                     | Alf Yngve Magnus Olsson                       |
| 4      | Harry Hund Nationalkonsult och hans vidriga jycke Sven | Jonas Darnell Patrik Norrman                  |
|        | Skatten                                                | Mikael Gustafsson                             |
|        | Stjärnträck                                            | John Holmvall                                 |
|        | De Iskalla                                             | Esbjörn Haraldsson                            |
|        | Den Store Thulini                                      | Joakim Braun                                  |
|        | Tänkaren                                               | Peter Lundberg, Mikael Poromaa & Hans Lindahl |
|        | Ossians Zoo                                            | Claes Stridsberg                              |
|        | Birger & Hans Bror                                     | Johan Wanloo                                  |
|        | Tid att ömsa skinn                                     | Cristiano Giuseppe                            |